# Луций Норбан Балб
Вижте пояснителната страница за други личности с името Норбан.
Луций Норбан Балб (на латински: Lucius Norbanus Balbus) e римски сенатор през 1 век от нобилитета.

## Биография
Той е син на Гай Норбан Флак (консул 24 пр.н.е.) и Корнелия. Брат е на Гай Норбан Флак (консул 15 г.) и Норбана Клара.
Луций Норбан Балб е през 19 г. до 30 април консул заедно с Марк Юний Силан Торкват. Двамата пишат закона Lex Iunia Norbana за освободените роби (Libertus).